# Agustín de Hinojosa y Montalvo
Fra Agustín de Hinojosa y Montalvo, O.F.M. (Madrid, 1575-Villanueva de la Serena, 3 de juliol de 1631) va ser un franciscà que va ser nomenat bisbe de Nicaragua el 1630, però no va arribar a la diòcesi per mort sobtada el 1631.
Nascut a la parròquia de San Martín de Madrid, fill del llicenciat Gedeón de Hinojosa, personalitat que va ser cavaller de l'orde de Sant Jaume, col·legial major de Cuenca a Salamanca, membre del Consell de les Ordes, del de Castella i la seva Cambra, i de la dama Catalina de Montalvo.
Va prendre l'hàbit franciscà al convent de San Francisco de Sevilla, on va ser guardià, lector jubilat, definidor i predicador de fama. Pels seus mèrits, Felip IV el va presentar al bisbat de Nicaragua el 22 de març de 1630. Va ser consagrat per l'arquebisbe de Tarragona Juan de Guzmán al Convent de les Descalzas Reales a la capital, i mentre anava de camí a prendre possessió del bisbat va morir el 3 de juliol de 1631 a Villanueva de la Serena quan va aturar-se a donar ordes i confirmacions, sense arribar a trepitjar mai Nicaragua. Com havia demanat, va ser enterrat al convent de San Francisco de Descalzos de Illescas, on hi havia els seus pares i successors de la família.